# Waddesdonova zapuščina
Leta 1898 je baron Ferdinand de Rothschild zapustil Britanskemu muzeju kot Waddesdonovo zapuščino vsebino iz svoje nove kadilnice v dvorcu Waddesdon. To je obsegalo obsežno zbirko skoraj 300 predmetov objets d'art et de vertu, ki je vključevala izvrstne primerke nakita, plošč, emajla, rezbarij, stekla in majolike. Eden od zgodnejših predmetov je izjemen relikviarij Svetega trna, verjetno ustvarjen v 1390-ih v Parizu za Janeza, vojvodo Berryjskega. Zbirka je v tradiciji schatzkammer ali zakladnice (in jo kot tako omenjajo nekateri pisci), kot so tiste, ki so jih oblikovali renesančni evropski knezi; dejansko je večina predmetov iz pozne renesančne Evrope, čeprav obstaja več pomembnih srednjeveških del in nekaj iz klasične antike in srednjeveške Sirije.
Po zaporedju kataloških številk muzeja in navedbi prve številke za vsako kategorijo zapuščino sestavljajo: »broni«, ročaji in trkalo (WB.1); orožje, oklepi in železnina (WB.5); emajli (WB.19); steklo (WB.53); italijanska majolika (WB.60); »skodelice itd. iz zlata in trdega kamna« (WB.66); srebrna plošča (WB.87); nakit (WB.147); jedilni pribor (WB.201); »skrinjice itd.« (WB.217); rezbarije v lesu in kamnu (WB.231–265). Ni skupine za slike in WB.174, portretna miniatura na pergamentu v lesenem okvirju, je vključena z nakitom, čeprav je to zato, ker subjekt v zbirki nosi obesek.
Kolekcija je bila sestavljena za določen kraj in odraža določeno estetiko; drugi deli zbirke Ferdinanda Rothschilda vsebujejo predmete v zelo različnih slogih in zapuščine ne bi smeli razumeti kot odraz celotnega njegovega okusa. Tu so bila najbolj privlačna zapletena, vrhunsko izvedena, visoko okrašena in precej razkošna dela pozne gotike, renesanse in manierizma. Za nekaj predmetov bi lahko rekli, da se za svoj učinek zanašajo na preprostost ali baročno kiparsko gibanje, čeprav jih nekaj prihaja iz obdobij in krajev, kjer je bilo narejenih veliko baročnih del. Zadnja razstava za zbirko, ki jo je po določilih zapuščine treba hraniti in razstavljati skupaj, je bila odprta 11. junija 2015.

## Zgodovina
Zbirko je ustanovil oče barona Ferdinanda, baron Anselm von Rothschild (1803–1874), in morda vključuje nekaj predmetov iz prejšnjih zbirk Rothschildov. Za Mayerja Amschela Rothschilda (1744–1812) iz Frankfurta, ki je začel veljavo družine, je bil njegov posel s kovanci, »starinami, medaljami in razstavnimi predmeti« predhodik s katerim je financiral svoje bančne operacije, večina Rothschildov pa je še naprej zbirala umetnine.
Vsaj enega od predmetov, ki so zdaj v Britanskem muzeju, je mogoče videti v omari v ozadju družinskega portreta iz leta 1838 (levo), leto pred rojstvom Ferdinanda. V svojih Spominih se je Ferdinand spominjal svojega navdušenja kot otroka, ko mu je bilo dovoljeno pomagati zaviti in razviti očetovo zbirko, ki je poletja preživela v garderobi, ko je družina zapustila Dunaj in se odpravila v podeželsko vilo.
Obdobje po francoski revoluciji in napoleonskih vojnah je ponudilo izjemne priložnosti za zbiratelje dekorativne umetnosti srednjega veka in renesanse. Te kategorije so bile na trgu umetnin na splošno zelo malo cenjene, kovinski izdelki pa so se redno prodajali samo za njihovo vrednost v plemenitih kovinah. Nekatere starejše predmete iz plemenitih kovin v zbirki je morda najprej prejela družina kot del bančnih transakcij; lastništvo takšnih kosov je bilo vedno deloma način, kako pridobiti nekaj koristi od kapitala. Ferdinand beleži več pritožb, da njegov oče ni bolj izkoristil svoje priložnosti, vendar je Anselm v zadnjih letih svojega življenja začel širiti svoj zbirateljski obseg in bil je tisti, ki je kupil relikviarij Svetega Trna in Ghisijev ščit. Ta zlata doba za zbiratelje je minila, ko je Ferdinand leta 1874 podedoval svoj del očetove zbirke, to je bilo tudi leto, ko je kupil posestvo Waddesdon in tam začel graditi. Ferdinand je še naprej širil zbirko do svoje smrti leta 1898, večinoma s pomočjo trgovcev in s širitvijo nabora zbranih predmetov. Zlasti Ferdinand je razširil na okoli petdeset približno deset kosov nakita v očetovi zbirki.[13]
Novo kadilnico, zgrajeno za zbirko, so načrtovali šele od leta 1891, zbirko pa so vanjo preselili v začetku leta 1896, manj kot tri leta pred Ferdinandovo smrtjo. Dobre fotografije omogočajo oceno, kako so bili predmeti razstavljeni v zastekljenih vitrinah in na odprtih policah okoli sten, nad vrati in nad majhnim kaminom, ki je imel zgoraj izdelan dimnik v lesu. Več predmetov, vključno s skrinjico svete Valerije, je bilo na mizah stran od sten. Udobnih sedežev je bilo veliko, nekateri so bili oblazinjeni s kosi srednjeveškega tekstila, poleg tega pa so bile uokvirjene fotografije in sobne rastline. Soba je zdaj ponovno napolnjena s predmeti iz istega obdobja, čeprav nekoliko drugačnih vrst, obiskovalci dvorca Waddesdon pa si jo lahko ogledajo že z vrat.
Soba s sosednjo sobo za biljard je edina sprejemna soba v dvorcu Waddesdon, ki sledi francoskemu renesančnemu slogu zunanjosti; druge sobe so na splošno v slogu 18. stoletja in vsebujejo veličastno zbirko slik in pohištva. osredotočeno na to stoletje. Ločevanje zbirke je bilo del koncepta, tako imenovanega neo-Kunstkammer, ki so ga sprejeli nekateri drugi zelo bogati zbiratelji tistega obdobja. Renesančna soba v današnji zbirki Wallace in zbirka sira Juliusa Wernherja sta bila druga primera, ki sta nastala v Angliji v istem obdobju. Neo-Kunstkammer je želel posnemati zbirke, ki so se oblikovale v času same renesanse, večinoma v knežjih hišah; od teh so bile izjemne ohranjene habsburške zbirke na Dunaju, v Pragi in Ambrasu, pa tudi zakladnice Zelenega trezorja v Dresdnu, münchenske Residenz in Kassel. Za razliko od teh zbirk sodobni in nedavni predmeti niso bili vključeni.[19]
Baron Ferdinand je bil nemiren in po lastnem mnenju nesrečen mož, ki mu je življenje zagrenila smrt žene po porodu njunega edinca, ki je bil mrtvorojen; to je bilo leta 1866. Potem je živel s svojo neporočeno sestro Alice. Poleg tega, da je zapolnjeval položaje v lokalnem javnem življenju, je bil od leta 1885 do svoje smrti poslanec liberalcev v Aylesburyju, od leta 1896 pa skrbnik Britanskega muzeja, verjetno na pobudo sira Augustusa Wollastona Franksa.
Ferdinand je prepoznal in pozdravil selitev visokokakovostne umetnosti v javne zbirke, ki se je resno začela v času, ko je bil zbiratelj. Medtem ko je bila večina njegovega premoženja in zbirk zapuščena njegovi sestri Alice, je bila zbirka, ki zdaj tvori zapuščino, in posebej skupina 15 rokopisov, ki je zdaj v Britanski knjižnici, prepuščena Britanskemu muzeju. Že v svojem življenju je muzeju podaril nekaj pomembnih predmetov, ki niso všteti v zapuščino.
Zapuščina barona Ferdinanda je bila zelo natančna in neupoštevanje pogojev bi jo razveljavilo. Navedlo, da naj bi bila zbirka
postavljena v posebno sobo, ki se bo imenovala Waddesdonova zapuščina, ločeno od druge vsebine muzeja in jo od takrat naprej za vedno hranite v tej sobi ali v kakšni drugi sobi, ki jo bo nadomestila.
Ti pogoji se še vedno držijo in do konca leta 2014 je bila zbirka na ogled v dokaj majhni sobi 45, na razstavi, odprti leta 1973. Leta 2015 so zapuščino preselili v sobo 2A, novo, večjo galerijo v pritličju, blizu glavnega vhoda na Muzejski ulici. Dokler se zbirka kitajske keramike fundacije Percival David ni preselila v Britanski muzej, je bila Waddesdonova zapuščina edina zbirka, ločena na ta način.

## Renesančni kovinski predmeti
Velik del zbirke sestavljajo luksuzni predmeti iz 16. stoletja. Veliki kosi kovine v srebru ali srebru in pozlati naredijo takojšen vtis na razstavi in so bili zasnovani tako, da zaslepijo in naredijo vtis na goste, ko jih uporabljajo za mizo, ali pa so razstavljeni v vrstah na kredenci s policami, kot je sodobna knjižna omara ali valižanska komoda. Mnogi so zelo bogato okrašeni v virtuoznih prikazih zlatarske tehnike; precej preveč za običajen sodobni okus. Vsekakor so predmeti, namenjeni prikazovanju bogastva svojega lastnika in v mnogih primerih so bili zasnovani tako, da jih cenimo, ko jih držimo v roki, namesto da bi jih gledali pod steklom.
Obstajajo številne stoječe skodelice s pokrovom, mnoge iz Augsburga in Nürnberga; uporabljali so jih za nazdravljanje za dobrodošlico gostu, bili pa so tudi običajno darilo, ki so ga v politiki in diplomaciji ter mesta podarjala uglednim obiskovalcem. Njihova dekoracija je včasih odražala najnovejši okus, pogosto črpajoč iz vzorcev, ki so bili narejeni kot grafike in so krožili po Evropi, pogosto pa je bilo tudi zelo konservativno nadaljevanje poznogotskih slogov, ki so vztrajali, dokler niso postali del neogotike v začetku 17. stoletja. Največji predmet v zapuščini s specifično judovsko vezjo je srebrno pozlačena stoječa skodelica, izdelana v Nürnbergu okoli leta 1600, vendar je do leta 1740 pripadala judovski pogrebni družbi v Bratislavi, kot beleži napis v hebrejskem jeziku.
Poleg kosov, ki so izključno iz kovine, je veliko osredotočenih na rezbarije iz trdega kamna ali organske predmete, kot so rogovi, školjke, lupine nojevih jajc in semena eksotičnih rastlin. Te 'zanimivosti' so značilne za okus renesančne »dobe odkritij« in kažejo, da se schatzkammer in kabinet zanimivosti prekrivata. Drugačno obliko novosti predstavlja namizni ornament srebrno pozlačene polmetrske figure lovca s psom, ki vihti sulico. V njegovem dnu je mehanizem, ki ga poganja po mizi, njegova glava pa se dvigne, da pokaže skodelico, in bi ga uporabljali pri igrah s pitjem. Obstajajo ločene figure merjasca in jelenov, ki jih mora zasledovati, čeprav ne sestavljajo kompleta; te lahko delujejo tudi kot skodelice.
Eden najpomembnejših predmetov v zbirki je Ghisijev ščit, paradni ščit, ki nikoli ni bil namenjen uporabi v boju, izdelal pa ga je Giorgio Ghisi, ki je bil hkrati zlatar in pomemben grafik. Ima podpis in datum 1554. Z ročajem meča iz leta 1570 in je zdaj v Madžarskem narodnem muzeju v Budimpešti, je to edina ohranjena Ghisijeva damaščanska kovina. Ščit je iz reliefno vkovanega železa, nato pozlačen in delno posrebren. Ima zapleteno zasnovo s prizorom spopadajočega se jezdeca v sredini, znotraj okvirja, okoli katerega so še štirje okvirji z alegoričnimi ženskimi figurami, pri čemer okvirji sami vključujejo drobne in natrpane teme v veliko manjšem obsegu iz Iliade in starodavne mitologije, intarziran v zlatu.
Drugi večji kosi so kompleti lončka in umivalnika, pri čemer umivalnik v tem kontekstu pomeni veliko posodo ali krožnik, ki so ga pari služabnikov nosili naokoli, da so si gostje umili roke, ne da bi zapustili mizo. Vendar primerki v zbirki verjetno niso bili nikoli uporabljeni za to, ampak so bili namenjeni izključno za prikaz na kredencah; običajno so bazeni precej plitvi za dejansko uporabo. To so bili morda najveličastnejši tip krožnikov z velikimi površinami, kjer je v okrasju lahko divjala manieristična inventivnost. Bile so drage že zaradi teže plemenite kovine, ki ji je bilo dodanega ogromno časa visoko usposobljenih srebrnarjev. Komplet Aspremont-Lynden v zapuščini je dokumentiran v tej družini od leta 1610, približno 65 let po tem, ko je bil izdelan v Antwerpnu, in tehta nekaj manj kot pet kilogramov.
- Dve visoki pokriti skodelici nojevih jajc z nosilci v srebrno-pozlačeni barvi
- Zgornji del srebrno pozlačene posode Aspremont-Lynden, WB.89, Antwerpen, sredina 16. stoletja
- Damascirana železna plošča za barding, ki prikazuje Marcusa Curtiusa, WB.15, Milano, 1560–70
- Detajl Ghisijevega ščita; groteskna glava v večjem merilu nad Horacijem na mostu v manjšem
- Del kompleta 12 srebrno pozlačenih tazze, Augsburg, konec 16. stoletja
- Olimpijski prizori na bazenu
- Ewer z bazenom zgoraj, nemščina, 1559
- Zvon Wenzela Jamnitzerja, nekoč v lasti Horacea Walpola in obravnavan spodaj

## Renesančni emajli
Čeprav Waddesdonska zapuščina vsebuje dva zelo pomembna srednjeveška predmeta z emajlom in veliko nakita in okrašenega jedilnega pribora močno uporablja emajl, je velika večina predmetov, ki jih lahko imenujemo 'emajli', v francoskem slogu iz 16. stoletja, ki ga je vodil poslikan limogeški emajl, namesto champlevé emajl, po katerem je bil Limoges znan v obdobju romanike. Nova tehnika je ustvarila kose, poslikane z zelo podrobnimi figurativnimi prizori ali okrasnimi shemami. Tako kot pri italijanski majoliki so podobe večinoma črpane iz klasične mitologije ali alegorij, čeprav zapuščina vključuje nekaj starozaveznih prizorov, kompozicije pa so bile zelo pogosto črpane iz nemških, francoskih ali italijanskih grafik. Emajli so bili proizvedeni v delavnicah, ki so pogosto obstajale v isti družini več generacij, in so pogosto podpisani v emajlu ali prepoznavni, vsaj kar zadeva družino ali delavnico, po luknjačih na zadnji strani plošč, pa tudi po slogu. Vodilni umetniki, predstavljeni v zbirki, so Suzanne de Court, Pierre Reymond, Jean de Court, Pierre Courtois in Léonard Limousin.
Emajli so bili izdelani kot predmeti, kot so svečniki, posode in ogledala, pa tudi kot plošče, ki so jih vključili v druge predmete, kot so skrinjice. Zbirka vključuje vse te vrste, tako z nenameščenimi ploščami kot s skrinjicami, opremljenimi s ploščami. Vesele groteske, ilustrirane na desni, so na hrbtni strani velike posode, katere glavna stran prikazuje živobarvno upodobitev uničenja faraonove vojske v Rdečem morju. Oba modela sta tesno vzporedna, ne da bi bila natančno kopirana, v kosih v drugih zbirkah, predvsem v eni v Metropolitanskem muzeju umetnosti v New Yorku. Dizajni prav tako temeljijo na tiskovinah, vendar so jih emajlerji prilagodili svojim delom.
Skrinjica Sibil je dovršena majhna skrinjica na zaklepanje z ogrodjem iz srebrne pozlate in dragih kamnov, obložena s ploščami iz grizaja z zlatimi odtenki in odtenki mesa. Predstavlja prefinjen dvorni okus okoli leta 1535 in je bil verjetno namenjen damskim draguljem. Večina takih kompletov emajliranih vložkov je izgubila nastavitve, ki so jim bile namenjene.
- Cezarjev triumf, Limoges c. 1550, pripisana Pierru Reymondu, ena v nizu
- Diane de Poitiers, v vozu, ki ga vlečejo levi, Limoges ok. 1600, pripisano Francoisu Limousinu, WB.39
- Jupiter, obdan z brajočimi kleriki z oslovskimi ušesi, zadaj WB.30
- Detajl posode s prizorom iz knjige Razodetja, Limoges ok. 1580, pripisano Pierru Courtoisu

## Nakit
Poudarek nakita je zelo močan na spektakularnih značkah in visečih draguljih iz pozne renesanse v tako imenovanem 'španskem slogu', ki je bil sprejet po vsej Evropi med približno 1550 in 1630, z uporabo draguljev skupaj z zlatom in emajlom za ustvarjanje bleščeče drobne skulpture. Prvotno so jih nosili tako moški kot ženske, toda kolekcija skupine Waddesdon je bila izbrana za prikaz (in v posebej moškem okolju) namesto za nošenje, razen na občasnih modnih plesih, takratni modi. Skupina izkazuje malo zanimanja za drage kamne in bisere zaradi njih samih. Čeprav so takšni kosi preživeli pogosteje kot slogi, ki poudarjajo drage kamne in masivno zlato, ki so bili običajno reciklirani za svoje materiale, ko se je moda spremenila, je povpraševanje zbirateljev iz 19. stoletja močno preseglo ponudbo avtentičnih ostankov in veliko kosov vključuje veliko dela iz tega obdobje.
Pri mnogih kosih pa ni enostavno določiti datuma ali države izdelave. Pri najbolj znanem dragulju v zbirki, Lyte Jewel, ni takšnih težav, saj so ga izdelali v Londonu in ga leta 1610 podaril Thomasu Lyteu iz Lytes Caryja v Somersetu angleški kralj Jakob I., ki je ljubil velike dragulje in jih podaril drugim. Lyte ni bil reden na dvoru, vendar je sestavil družinsko drevo, ki je sledilo Jakobovemu poreklu nazaj do legendarnega Trojanca, Bruta. Dragulj vsebuje miniaturni portret kralja Nicholasa Hilliarda, ki pa je zaradi ohranjanja zdaj odstranjen iz dragulja. Lyte nosi dragulj na portretu iz leta 1611, ki prikazuje padec pod glavnim ovalnim nizom s tremi diamanti, ki so bili pred letom 1882. Sprednja platnica ima dovršen odprt dizajn z Jakobovim monogramom IR, medtem ko ima zadnja stran zelo fino izdelan okras iz emajla.
En obesek v obliki luči z majhnim križanjem v notranjosti je bil izdelan v Mehiki v 16. stoletju in je glede na primerjavo z drugimi kosi morda prvotno vključeval mehiško delo s perjem, predkolumbovsko umetnost, katere obrtnike so španski misijonarji zaposlovali v delavnicah za izvoz luksuznih predmetov.
- Obesek z nameščenim Kupidom, Nemščina, pozno 16. stoletje, WB.160
- Emajlirana prevleka angleškega medaljona, 1630, z miniaturo kraljevega generala sira Bevila Grenvilla, WB.168
- Obesek z bojevnikom na konju, Nemščina, sredina 16. stoletja, WB.161
- Zadnja stran dragulja Lyte

## Predmeti izpred renesanse
Zbirka vključuje eklektično skupino predmetov zelo visoke kakovosti, ki so nastali pred renesanso. Najstarejši predmeti so niz štirih helenističnih bronastih medaljonov z glavami, ki štrlijo v zelo visokem reliefu, spodaj pa visijo okrogli ročaji. Te izvirajo iz stoletja pred Kristusom in izvirajo iz grobnice v sodobni Turčiji ter so bile pripomočki za kakšen lesen predmet, morda skrinjo. Glave so identificirane kot Ariadna, Dioniz, Perzefona in Pluton. Izrezljano telo iz ahata WB.68 je morda poznorimsko in je obravnavano spodaj.
Palmerjeva skodelica je pomembna zgodnja islamska steklena skodelica, izdelana okoli leta 1200 v Siriji ali morda Egiptu in poslikana z emajli. V istem stoletju je v Franciji dobila steblo in nogo iz srebra in kamenega kristala. Pod poetičnim arabskim napisom, ki hvali pitje vina, je sedeči princ, ki drži skodelico ali kozarec, ob strani pet stoječih spremljevalcev, dva igrata na kastanjete, drugi pa držijo orožje. Skodelica je kot zgodnja podoba, poslikana z emajlom, izjemno redka v islamskem steklu, čeprav so podobne podobe najdene v posodi Mina'i, poslikani perzijski keramiki tega obdobja. Obstaja peščica primerljivih zgodnje islamskih steklenih skodelic z emajlom, ki so preživele v starih evropskih zbirkah, kot je Luck iz Edenhalla v muzeju Viktorije in Alberta in drugi v Zelenem trezorju v Dresdnu in Louvru, drugi pa so zabeleženi v starih inventarjih. Pogosto so ti v Evropi, kot tukaj, dobili novo nogo v kovini. Tu je tudi velika mošejska svetilka z emajliranim okrasjem iz poznega 14. stoletja.
Romansko umetnost predstavlja nenavadno velik limogeški relikviarij iz emajla v običajni obliki skrinje, kot dvokapna hiša. To je bilo narejeno okoli leta 1170 za hrambo relikvij svete Valerije iz Limogesa, device mučenice iz rimskega obdobja, ki je bila najpomembnejša lokalna svetnica v Limogesu, ključnem središču romanskega champlevé emajla. Njena zelo vizualna zgodba je pripovedovana v več prizorih, ki uporabljajo široko paleto barv, pri čemer je preostali del prednje ploskve okrašen v 'vermikularnem' slogu, s prostorom med figuro, ki je zapolnjen z motivi na zlati podlagi. Po legendi je bila sv. Valerija svetnica s cefaloforjem, ki je po tem, ko so ji odsekali glavo, odnesla svojo glavo, da bi jo dala svojemu škofu, svetemu Martialu, ki jo je spreobrnil.
Obstaja veliko več predmetov v gotskem slogu in kot je značilno za severno Evropo, nekateri od njih izvirajo daleč iz 16. stoletja in jih je treba obravnavati kot pripadnike severne renesanse. Vendar pa najpomembnejši srednjeveški predmet in verjetno najpomembnejši posamezen kos v zbirki, čeprav iz obdobja pozne gotike, v svojem slogu nima nič strogo gotskega in v tem pogledu predstavlja zelo napreden dvorni okus. To je relikviarij Svetega trna, ki je bil verjetno ustvarjen v 1390-ih v Parizu za princa Ivana Valoisa, vojvodo Berryjskega, da bi hranil relikvijo Trnove krone. Je eno od majhnega števila velikih zlatarskih del ali joyaux, ki so preživeli iz ekstravagantnega sveta dvorov kraljeve družine Valois okoli leta 1400. Izdelan je iz zlata, bogato okrašen z dragulji in biseri ter uporablja tehniko emajliranja en ronde bosse ali 'v krogu', ki je bil pred kratkim razvit ob izdelavi relikviarija, da bi ustvaril skupaj 28 tridimenzionalnih figur, večinoma v belem emajlu.
V nasprotju s tem sta bila dva zelo dovršena kovinska pokrova za zakladne vezave Epistole in Evangelijev za veliki oltar velike cerkve, verjetno Ulm Minster, narejena okoli leta 1506, vendar sta polna koničastih gotskih arhitekturnih podrobnosti, čeprav so številne figure v visokem reliefu na meji renesančnega sloga.
Obstajata dva nemška kipa svetnikov v lesu, v približno polovici naravne velikosti, iz desetletij okoli leta 1500 in večje število miniaturnih rezbarij iz pušpana. Sem spadajo 'molitveni orehi' izjemne kakovosti iz let okoli 1510 do 1530. To so majhne lesene 'kroglice', ki se odprejo in razkrijejo rezbarije verskih prizorov, ki se prilegajo na desetine majhnih figur v prostor dva ali tri centimetre premera in so bili modni med kraljevimi družinami in bogataši; očitno so jih izdelovali na severu Nizozemske. Zdi se, da so bili pogosto obešeni na pasove ali so bili del rožnega venca; drugi imajo še vedno bakrene torbice. Tehnična zvijača pri njihovi izdelavi je, da je glavni izrezljani prizor narejen na manjši polobli, ki omogoča dostop od zadaj, ki je bila nato postavljena v glavno poloblo.
- Helenistično bronasto okovje s Plutonom in Perzefono
- Sveta Valerija kot cefalofor, ki nosi lastno glavo svojemu škofu, svetemu Martialu
- Sedeči princ na Palmerjevem pokalu
- Vstajenje mrtvih na dnu relikviarija Svetega trna

## Kosi kristalov in kamnov
V zbirki je sedem steklenih posod, večje pa je število kosov iz prozornega kamenega kristala ali kremena, minerala, ki bi ga zlahka vzeli za steklo. To je bil vedno veliko bolj dragocen in prestižen material, ki je spadal med poldrage kamne. Ker potrebuje zelo potrpežljivo brušenje in vrtanje, ga je veliko težje obdelati kot steklo (čeprav ga je zato težje zlomiti, ko je končano), kosi pa vključujejo nosilce ali podlage iz plemenite kovine, ki jih nima nobeno pravo steklo; niti kosi gorskega kristala niso poslikani. Readov katalog združuje te in druge kose iz poldragih kamnov s predmeti v zlatu, v nasprotju s 'srebrno ploščo', kar verjetno odraža, kako bi jih razvrstil renesančni zbiralec. V kristalu je deset kosov, v drugih kamnih pa devet.
Dva kristalna kosa sta navadni ovalni plošči z vgraviranimi figurativnimi prizori, drugačna tradicija, ki sega do kosov, kot je karolinški [[Lotarinški kristal], prav tako v Britanskem muzeju. Leta 1902 je Readov katalog predlagal, da bo »ta del po vsej verjetnosti pritegnil največ pogledov, tako zaradi lepote primerkov kot zaradi njihove redkosti in posledične cene«; če je bilo takrat tako, verjetno stoletje kasneje ni tako. Nekateri kosi se zdaj štejejo za 19. stoletje ali večinoma tako in Reinhold Vasters, Van Meegeren renesančnega kovinarja sta zdaj odgovorna v več primerih.
Široka nizka kristalna vaza s pokrovom ima vgravirano ime mogulskega cesarja Akbarja in dolgo so mislili, da je nemška, vendar so jo poslali v Indijo kot diplomatsko darilo, saj so kovinski nosilci očitno v evropskem slogu. Zdaj velja za izvirno in izjemno redko mogulsko kristalno rezbarijo, ki so ji bili nosilci dodani v 19. stoletju, morda v Parizu. Vendar pa se kartuša z Akbarjevim imenom strokovnjakom ne zdi ustrezna za sodoben dvorni predmet, vaza v Indiji pa je bila verjetno izrezljana po njegovi vladavini (1556–1605), ime pa morda dodano še pozneje.
- Pokrita skodelica iz kamenega kristala, okoli 1600, WB.76WB.76
- Žad, začetek 17. stoletja, ročaj kasneje, WB.81, Milano ali Praga
- Vedro iz gorskega kristala, začetek 17. stoletja, ročaj morda kasneje, WB.80
- Detajl srebrnega Neptuna v ohišju kristalnega dela, verjetno delo Reinholda Vastersa okoli 1865–70, kljub lažnim oznakam iz 16. stoletja na kovini. [31]

## Renesančno steklo
Poleg zgoraj opisanih dveh kosov islamskega stekla je pet renesančnih ali baročnih steklenih posod, vse nenavadne in izjemne kakovosti. Največ je beneškega stekla; ena je ulito neprozorno boemsko steklo (WB.56) z Neptunovim zmagoslavjem in je zdaj datirana v pozno 17. stoletje; je tudi dihroično steklo, ki spreminja barvo glede na to, ali je osvetljeno od spredaj ali od zadaj. Obstaja zelo redek kelih iz motnega turkiznega stekla z emajli (WB.55); to naj bi posnemalo ali predlagalo posodo iz še dražjega poldragega kamna. Pokal Deblín iz poznega 15. stoletja s svojim pokrovom je ena od majhne skupine posod, izdelanih v Muranu v Benetkah po nemškem ali srednjeevropskem okusu, ki se opira na tamkajšnje kovinske oblike. Ima poznejši napis v češčini, ki poziva, naj se pije za zdravje gospodov iz Deblína, blizu Brna, in je bil verjetno 'čaša dobrodošlice' tamkajšnjega gradu.

## Italijanska majolika
Šest kosov poslikane italijanske majolike ali poslikane in s kositrom glazirane lončene posode so vsi večji od povprečja in ni nobene posode, ki je najpogostejša oblika majolike. Najzgodnejši kos je velik kip Fortune, ki stoji na delfinu in drži jadro, delo Giovannija della Robbia, narejen v Firencah okoli 1500–10. Gre za redkega predstavnika zgodnje do visoke italijanske renesanse v zapuščini.
Drugi deli so iz poznejšega 16. stoletja. Najpomembnejši sta par velikih vaz s kačjim ročajem, visokih skoraj 60 cm, poslikanih z mitološkimi prizori, ki so jim bili dodani francoski pozlačeni podstavki in pokrovi malo preden jih je v Parizu kupil Horace Walpole za »Galerijo« v Strawberry Hill House v letih 1765–66. Zbiratelji iz 18. stoletja so takšnim kosom pogosto dodajali pozlačene nosilce, vendar jih je le malo ostalo na mestu.
- Kelih iz neprozornega turkiznega stekla s prebarvanim emajlom (WB.55)
- Romarska steklenica iz majolike, 1560–70
- Fortuna, ki stoji na delfinu, v majolici, Firence, 1500–10
- Ena od vaz iz majolike Horacea Walpola, 1565–71, s pariškim ormolujem

## Druge vrste predmetov
Zbirka vključuje številne druge predmete, vključno z nekaj puškami, meči in vojaško ali lovsko opremo. Obstaja tudi nemški medeninasti »lovski koledar« z več tankimi listi, ki se razpirajo. Sem spadajo vdolbine, napolnjene z voskom, ki navdušenemu lovcu omogočajo, da v velikem obsegu posname svoje vreče volka, medveda, jelena, merjasca in zajca ter predstavo svojih psov. Majhna omarica z 11 predali (plus drugimi skrivnimi) je narejena kot klasična fasada ali morda gledališki oder s kulisami; dekoracija je večinoma damaščansko železo in je milansko delo iz 16. stoletja.
Poleg zgoraj obravnavanih starejših lesorezov obsega zapuščina več majhnih, večinoma nemških renesančnih portretov kot rezbarije v lesu, bodisi v reliefu bodisi v okrogli obliki. Ti so zelo visoke kakovosti in vključujejo dva miniaturna doprsna kipa Conrada Meita Philiberta II., vojvode Savojskega, ki je umrl mlad, preden je bil doprsni kip izdelan, in njegove habsburške žene Marjete Avstrijske.[71] Obstaja tudi nekaj portretov v medaljonih iz zelo mehkega kamna, ki omogoča fine podrobnosti, in en alegorični prizor, pripisan Petru Flötnerju.
- Intarzirana kopita dveh nemških pušk
- Miniatura pušpana, nemščina, 1544
- Portretna miniatura v kamnu, 1544, Sigmund Pfinzing, star 79 let, WB.255
- Emajlirana zlata miniatura Fredericka Henryja, princa Oranskega, 1627, WB.173